# Rhysotoechia gracilipes
Rhysotoechia gracilipes är en kinesträdsväxtart som beskrevs av Ludwig Radlkofer. Rhysotoechia gracilipes ingår i släktet Rhysotoechia och familjen kinesträdsväxter. Inga underarter finns listade i Catalogue of Life.